# Покровка (Первомайский район)
Покро́вка — посёлок в Первомайском районе Алтайского края России. Входит в состав Баюновоключевского сельсовета.

## История
В «Ойкономическом словаре Алтая» Л. М. Дмитриевой указана дата основания посёлка — 1886 год, название жители посёлка связывают с религиозным праздником Покров день.
Несмотря на сведения, опубликованные исследователем, такой посёлок не значится в списках сибирских округов. В Списке населённых мест Томской губернии за 1893 год в Белоярской и Косихинской волостях населённого пункта с таким названием нет.
В Списке населённых мест Сибирского края за 1926 год значится хутор Покровка, дата основания — 1923 год, в поселении 187 дворов.
По Списку населённых пунктов Алтайского края краеведа Ю. Булыгина, раннее документально зафиксированное упоминание о существовании посёлка Покровский (Покровка) Первомайского района — 1924 год. Путаница могла произойти вследствие того, что в Алтайском крае было более десятка сёл с наименованием Покровка.

## География
Посёлок находится у реки Лосиха.
Климат
Климат континентальный. Продолжительность периода с устойчивым снежным покровом составляет 160 −170 дней, абсолютный минимум температуры воздуха достигает −50 °C. Средняя температура января −19,9 °C, июля — +19 °C. Безморозный период длится 110—115 дней, абсолютный максимум температуры воздуха достигает +33-35 °C. Годовое количество атмосферных осадков — 360—400 мм.
Расстояние до
- районного центра Новоалтайск: 14 км.
- краевого центра Барнаул: 25 км.

Уличная сеть
В посёлке 8 улиц: Березовая, Лесная, Набережная, Новая, Садовая, Сибирская, Солнечная, Центральная и квартал МТС.
Ближайшие населённые пункты
Баюновские Ключи 4 км, Санниково 10 км, Солнечное 10 км, Правда 10 км, Берёзовка 11 км, Фирсово 11 км, Бажево 12 км, Жилино 13 км, Лесной 14 км.
Транспорт
Село соединяет с районным и областным центром федеральная автомагистраль Р-256 Чуйский тракт (Новосибирск—Бийск—Монголия). Ближайшая железнодорожная станция Алтайская находится в городе Новоалтайск.

## Население
| 1997 | 1998 | 1999 | 2000 | 2001 | 2002 | 2003 |
| ---- | ---- | ---- | ---- | ---- | ---- | ---- |
| 116  | ↗130 | ↗134 | ↗138 | ↘126 | ↗156 | ↗182 |
| 2004 | 2005 | 2006 | 2007 | 2008 | 2009 | 2010 |
| ↘181 | ↘175 | ↗188 | ↗196 | ↘183 | ↗205 | ↘201 |
| 2011 | 2012 | 2013 |      |      |      |      |
| ↗205 | ↗210 | ↘198 |      |      |      |      |

## Инфраструктура
- ООО «ВВП» — разведение крупного рогатого скота.
- ООО «Правовой подход» — деятельность в области права.
- ООО «Мариоль» — строительство зданий и сооружений, отделочные работы, розничная торговля.
- «Стройком» — производственно-коммерческая фирма.
- "АКОБФ «Благо» —предоставление социальных услуг.
- СНТ «Покровское», СНТ «КАМАЗ», СНТ «Строитель» — садоводческое, огородническое или дачное некоммерческое товарищество[10].
- Почтовое отделение, обслуживающее п. Покровка, находится в селе Баюновские Ключи[7]
- В посёлке есть цифровое телевидение, сотовая связь и Интернет[11].